# Goodnight Moon
«Goodnight Moon» (с англ. — «Спокойной ночи, луна») ― сингл американской альтернативной рок-группы Shivaree из их дебютного альбома I Oughtta Give You a Shot in the Head for Making Me Live in this Dump.
Песня впервые прозвучала в третьем сезоне популярного телесериала «Бухта Доусона» в 2000 году, а затем во время финальных титров фильма «Убить Билла. Фильм 2», он также вошел в саундтрек этого фильма. Песня также звучит в заключительных сценах и финальных титрах французского фильма «Monique». Перезаписанная версия песни вошла в саундтрек к фильму «Мой парень — псих».
Благодаря этой песне многие меломаны считают группу Shivaree артистами одного хита.

## Трек-лист
CD maxi
1. «Goodnight Moon» — 4:04
2. «Scrub» — 5:51
3. «My Boy Lollipop» — 2:33

## Чарты
| Чарт (2000-01)                  | Высшая позиция |
| ------------------------------- | -------------- |
| Великобритания (OCC UK Singles) | 63             |
| Германия (GfK)                  | 79             |
| Италия (FIMI)                   | 1              |
| Нидерланды (Single Top 100)     | 95             |
| Франция (SNEP)                  | 22             |
| Швейцария (Schweizer Hitparade) | 74             |